# François-David Cardonnel
Pour les articles homonymes, voir Cardonnel.
François-David Cardonnel, né le 3 mai 1984 à Aix-en-Provence (Bouches-du-Rhône), est un acteur, scénariste et chorégraphe français.
Il est également connu pour être le gagnant de la saison 6 de l'émission Koh-Lanta en 2006 sur TF1.

## Biographie

### Carrière

#### Première apparition télévisée
François-David Cardonnel fait sa première apparition télévisée en 2004 en incarnant Antoine (16 ans) dans le feuilleton de France 2 Le Miroir de l'eau, avec Cristiana Reali.

#### Candidat deKoh-Lanta
En 2006, il participe à la saison 6 de Koh-Lanta au Vanuatu dont il finit vainqueur,. Il termine l'aventure en couple avec la finaliste Émilie Frahi . Tous les deux seront un temps fiancés.
En 2009, il retente sa chance en participant à la première version All Stars de Koh-Lanta : Le Retour des héros où il finit septième tandis qu'Émilie finit encore à la place qui précède la sienne,.

#### Acteur et scénariste
En 2010, il joue dans la série Les Toqués aux côtés de Ingrid Chauvin et de Édouard Montoute,.
En 2012, il joue dans diverses séries telles que La Chanson du dimanche, la série dans laquelle il interprète le personnage de Mitch dans le 9e épisode, ainsi que Section de recherches (premier épisode de la saison 6 Vacances mortelles). La même année, il décroche l'un des deux rôles principaux de la série policière Dos au mur où il incarne Grégory Delprat, jeune lieutenant de police ambitieux, aux côtés d'Anne Caillon, série de 20 épisodes de 52 minutes diffusée sur Chérie 25 et plus tard sur NRJ12.
Parallèlement, avec ses deux frères, il est le scénariste de la série Templeton, tournée en Alsace pendant l'été 2014 et diffusée sur OCS en 2015 : La Fabuleuse et pathétique histoire des frères Templeton dans laquelle il interprète le rôle principal de Jack Templeton.
En 2013, il fait une apparition dans les films Les Garçons et Guillaume, à table ! de Guillaume Gallienne et La Liste de mes envies de Didier Le Pêcheur.
En 2014, il joue un soldat de retour d'Afghanistan dans Palace Beach Hôtel, un téléfilm diffusé sur Arte.
Il tourne dans le court-métrage Par le sang en 2016, aux côtés de Pascal Greggory, réalisé par Jonathan Delerue et Guillaume Enard, dont il est également le chorégraphe des scènes d'épée, art qu'il maîtrise depuis son plus jeune âge.
En 2017, il incarne un magicien dans le clip de la chanson Comme tous les soirs de Zaho, tourné dans le théâtre de magie de l' illusionniste Dani Lary situé dans la Drôme.
La même année, il incarne le roi d'Angleterre Henri V dans la série La Guerre des trônes, la véritable histoire de l'Europe.
Toujours en 2017, il rejoint la distribution de la saison 4 de la série WorkinGirls, diffusée sur Canal +, et interprète le rôle de Malek Aldouin dans la série numérique Mortus Corporatus.
Il est choisi par Léa Camilleri et Vincent Scalera pour interpréter le personnage de Ryan dans l'épisode La drague de la série En fait diffusée sur NRJ12. Il est également dans la distribution de la série Loulou, dans le rôle de Loïc, diffusée sur Arte.
En 2018, il donne la réplique à Emmanuelle Seigner, Melvil Poupaud et Jean-Hugues Anglade dans la série de TF1 Insoupçonnable, adaptation française de la série britannique The Fall, réalisée par Fred Garson, dans le rôle de Camille Costa.
Il joue aussi l'un des rôles principaux de la série télévisée policière belge Adèle diffusée sur RTL-TVI, dans le rôle de l'inspecteur Lucas Dosco.
En 2019, il interprète le rôle de Hugues Chaville, journaliste enquêtant sur le drame ayant eu lieu le 4 mai 1897 au Bazar de la charité, dans la mini-série Le Bazar de la charité pour TF1 et Netflix aux côtés d'Audrey Fleurot. Il apparaît en 2020 dans le rôle d'Alban dans le téléfilm De l'autre côté diffusé sur France 2. Il joue pour TF1 dans La Traque, réalisée par Yves Rénier qui lui a confié le rôle de Joris.
Depuis 2020, il joue dans des téléfilms de la collection Meurtres à... de France 3 : Meurtres à Granville, Meurtres à Mulhouse et Meurtres à Arles
En 2021, il arrive dans la saison 12 de la série de TF1 Clem dans laquelle il incarne Jérôme Thévenet.
En 2022, il joue le personnage de Marco dans la série française Comme des gosses sur M6. En 2023, il intègre la distribution de la série Le Daron dans le rôle de Mathieu.

## Filmographie

### Cinéma

#### Longs métrages
- 2013 : La Liste de mes envies de Didier Le Pêcheur : Ludo
- 2013 : Les Garçons et Guillaume, à table ! de Guillaume Gallienne : Un homme à la piscine
- 2025 : De mauvaise foi d'Albéric Saint-Martin : Eliott

#### Courts métrages
- 2010 : Soldier Side d'Oussama Sawaf : Lieutenant Wilkinson
- 2015 : Two Lines d'Illoyd Campos et Nicolas Van Beveren : Ariel
- 2016 : Love at First Heist de Rémi Anfosso : Emile
- 2018 : Par le sang de Jonathan Delerue et Guillaume Enard : Le chevalier
- 2018 : Princesse SUPLEX d'Aurélien Poitrimoult : François
- 2019 : Aiò Zitelli de Jean-Marie Antonini : Le capitaine

### Télévision

#### Séries télévisées
- 2004 : Le Miroir de l'eau : Antoine (16 ans)
- 2010 : Les Toqués : Mathieu
- 2012 : Section de recherches : Maxime Renoir
- 2012 : La Chanson du dimanche, la série : Mitch
- 2014 : Dos au mur : Lieutenant Grégory Delprat
- 2014 : La Petite Histoire de France : un gendarme
- 2015 : Templeton : Jack Templeton
- 2016 : Par le sang : Le Chevalier
- 2017 : Loulou : Loïc
- 2017 : WorkinGirls : Dr Mignon
- 2017 - 2019 : Mortus Corporatus : Malek Aldouin
- 2017 : En fait : Ryan
- 2018 : Alice Nevers : Gary Pradel
- 2018 : Insoupçonnable : Camille Costa
- 2018 : Adèle : Lucas Dosco
- 2019 : Mongeville : Ronan Blondel
- 2019 : Olivia : Maître Keller
- 2019 : Le Bazar de la Charité : Hugues Chaville
- 2021 : Clem : Jérôme Thévenet
- 2022 : Comme des gosses : Marco
- 2022 : Bellefond : Romain Delage
- 2022 : Candice Renoir : Romain Meyrieux
- 2023 : Les invisibles (saison 3, épisode 4 : Camélia)
- 2024 : Le Daron : Mathieu
- 2024 : César Wagner d'Émilie et Sarah Barbault : Amaury Friedmann (épisode 11 : Hors jeu)
- 2026 : La Mère et l'assassin de Sandra Perrin : Hugo Bennec

#### Téléfilms
- 2014 : Palace Beach Hôtel : Caporal Mario Novacek
- 2017 : La Guerre des trônes, la véritable histoire de l'Europe : Henri V d'Angleterre
- 2020 : De l'autre côté de Didier Bivel : Alban Talmon
- 2020 : Meurtres à Granville de Christophe Douchand : Augustin de Percy
- 2021 : La Traque  d'Yves Rénier : Joris Delhaye
- 2021 : Meurtres à Mulhouse de Delphine Lemoine : Frédéric Bauer
- 2023 : Le Village des endormis de Philippe Dajoux : Fresnal
- 2024 : Meurtres à Arles d'Octave Raspail : Lucas Pujol